# Daniel Blanchard
Pour les articles homonymes, voir Blanchard.
Daniel Blanchard, né le 3 mai 1934 à Paris et mort le 3 mai 2024 à Saint-Mandé, est un écrivain français.

## Biographie
Né en 1934, à Paris, Daniel Blanchard passe son enfance dans les Alpes du sud, notamment à Barcelonnette où son père, Louis Blanchard, est nommé professeur de lycée, et où pendant la guerre, ses parents participent activement à la résistance. À l’arrivée annoncée de l’armée allemande, le père rejoint le maquis et la famille se réfugie chez des paysans dans un hameau de montagne très reculé, pour y séjourner plusieurs mois. La résistance, le séjour auprès de ces paysans aux grandes qualités humaines, vivant dans une simplicité d’un autre âge dans un site exaltant, ont joué un rôle important dans sa vie et dans ses écrits.
De retour à Paris après la guerre, il fait des études classiques, d'abord au lycée Henri IV puis à la Sorbonne.
En 1957, il devient membre du groupe Socialisme ou Barbarie sous le pseudonyme de P. Canjuers. En 1959, l’Internationale situationniste prend contact avec Socialisme ou Barbarie et Daniel Blanchard et Guy Debord, au nom des deux groupes mais aussi s’étant liés d’amitié, entament des discussions approfondies qui aboutissent à la rédaction d’un texte programmatique, « Préliminaires pour une définition de l'unité du programme révolutionnaire », qu’ils co-signent. Il reste membre du groupe Socialisme ou Barbarie jusqu’en 1965, quelque temps avant l'auto-dissolution du groupe.
Il enseigne pendant l’année scolaire 1960-61 à Labé, dans le Fouta-Djalon, en République de Guinée, au lendemain de l’indépendance du pays. Au retour, il travaille à l’Agence France-Presse comme rédacteur de 1962 à 1966, puis à l’ORTF de 1967 à 1971.
Introduit à la revue L’Éphémère par Francis Ponge et André du Bouchet il y publie des poèmes. Un premier livre de poèmes, Cartes, paraît au Mercure de France en 1970.
En mai 68, il rejoint le Mouvement du 22-Mars quand le groupe se transfère à Paris, début mai, et y participe activement, ainsi qu’au comité d'action des 3e-4e » arrondissements de Paris, comité qui a maintenu une activité militante de quartier pendant plusieurs années.
En 1971-72, il part aux États-Unis avec sa compagne, Helen Arnold, rejoindre Murray Bookchin, dont ils avaient fait la connaissance en mai 68, pour participer avec quelques amis de Bookchin à un projet collectif (vie commune, ébauche d'un courant d'écologie sociale, gestion collective d'un café/lieu de rencontres) au sein du très vivant foyer de la contre-culture qu'est la ville de Burlington dans le Vermont,. Dans l’esprit de cette contre-culture, avec son leitmotiv du « do-it », à savoir, ce qui vous paraît valable et important, faites-le, il décide de devenir imprimeur afin de réaliser un projet qui lui tient à cœur: fabriquer des livres. 
En 1973, il rejoint donc l’Imprimerie Quotidienne, nouvellement fondée à Fontenay-sous-bois, où il apprend le métier d’imprimeur typographe et participe à l’aventure collective de cette entreprise d’expérimentation artistique et sociale en même temps qu’artisanat commercial. Il y publiera un livre, Table claire (poèmes et proses), 1978, ainsi qu’une revue, Liasse, qu’il anime avec Jean-Pierre Burgart entre 1974 et 1986, et où sont publies des textes, y compris les leurs, souvent illustrés de dessins et d’estampes, d'auteurs et d'artistes proches de leur sensibiité. À également publié, avec sa compagne Helen Arnold, un texte de Murray Bookchin, sous forme de brochure imprimée à l’Imprimerie Quotidienne, qui mènera par la suite à la traduction et présentation, toujours avec Helen Arnold, de divers essais de cet auteur dans Pour une société écologique, qui représente la première tentative d’introduire la pensée de cet anarchiste-écologiste bien connu aux États-Unis auprès du public français.
Pendant la même période, il participe à la revue-groupe Utopie, en compagnie, entre autres, de Jean Baudrillard, Hubert Tonka, Isabelle Auricoste, Michel Guillou.
A partir de 1973, il travaille essentiellement comme traducteur,  principalement pour les éditions Gallimard, ainsi que pour Le Seuil et Christian Bourgois, et les Editions Time-Life. A partir de 1980 il traduit des ouvrages de sociologie pour L'UNESCO, l'OCDE et le CNRS. Pendant toute cette période t il publie des livres de poésie,,. et d’essais ainsi que des romans,. Il donne également des contributions à plusieurs revues de poésie, et notamment L'Ephémère,  La Nouvelle Revue française (1969), Recueil, Le Nouveau Recueil, La Revue de Belles-Lettres, l'Animal, La Sape, et est invité à de nombreuses émissions de radio (essentiellement à France Culture), telles que Poésie ininterrompue, Le Panorama, Nuits magnétiques, Du jour au lendemain.
Entre 2005 et 2008, il participe à divers colloques sur Cornelius Castoriadis, Socialisme ou Barbarie ou mai 68 : en France au Centre culturel international de Cerisy-la-Salle, en Belgique, à l'Université Saint-Louis - Bruxelles, au Mexique à l’Université nationale autonome du Mexique (UNAM), en Ukraine (groupe Praxis/Bibliothèque Victor Serge) et en Espagne à San Sebastian, Séville et Barcelone ainsi qu'à Madrid en 2018.
En 2017, Daniel Blanchard a participé au groupe des Déserteurs Actifs qui visait le boycott actif des élections présidentielles d’avril/mai 2017.
Daniel Blanchard est mort le 3 mai 2024 à Saint-Mandé, le jour de son 90e anniversaire.

## Œuvres

### Poésie
- Bruire (poèmes et haikus, accompagnés de dessins de Farhad Ostovani, L’Atelier Contemporain, Strasbourg, 2017)
- A l’air libre (poèmes, L’Une & l’autre éditeur, Paris, 2013)
- Battant, dormant (poèmes, Sens et Tonka, Paris, 2005)
- La Conversation reprend (poèmes, Deyrolle éditeur, Paris, 1993)
- Idéal portrait (poèmes, P.O.L., Paris, 1984)
- Table claire (poèmes et proses, A l'Imprimerie Quotidienne, Fontenay-sous-bois, 1978)
- Cartes (poèmes, Mercure de France, Paris, 1970)
- Publication de poèmes dans des revues, notamment : l'Ephémère, Recueil, Le Nouveau Recueil, La Revue des Belles Lettres, L'Atelier Contemporain.

### Récits
1. La Vie sur les crêtes (Editions du Sandre, Bruxelles, 2023)
2. La Mémoire empoisonne mes puits (L'Une & l'Autre éditeur, Paris, 2014)
3. Ces Éclats de liberté (L’Une & l’Autre éditeur, Paris, 2009)
4. Ici (Sens et Tonka, Paris, 2001)
5. Fugitif (Deyrolle Éditeur, Paris, 1994)
6. Halte sur la rive orientale du lac Champlain,Vermont (Julliard, Paris, 1990)

### Essais
- Crise de mots (essai, Éditions du Sandre, Paris, 2013)
- (es) Crisis de palabras (essais, Acuarella-A.Machado, Madrid, 2007)
- Vide-poches (citations et notes, Sens et Tonka, Paris, 2003)
- Debord, dans le bruit de cataracte du temps, suivi de "Préliminaires pour une définition de l'unité du programme révolutionnaire" (1960) par Canjuers et Debord (Sens et Tonka, Paris, 2000). (Première publication dans la revue Futur     Antérieur, 39-40, septembre 1997, puis en anglais : “Debord in the Resounding Cataract of Time” in Revolutionary Romanticism, City Lights Books, San Francisco, USA, 1999)

### Articles divers
- « Murray Bookchin : Écologie et Utopie », préface à Murray Bookchin, Pouvoir de détruire, pouvoir de créer : vers une écologie     sociale et libertaire (Editions l’Echappée, Paris, 2019)
- « Mai 1968-2018 : prendre la parole, encore et toujours » (http://jefklak.org/mai-1968-2018-prendre-la-parole-encore-et-toujours/)  traduit en espagnol (Archipielago, 2008), russe (Praxis), italien (à paraître chez Black Jacobins Press) et anglais ("Topicality of May 68" sur http://crisiscritique.org)
- « Le groupe ‘Socialisme ou Barbarie’. Notes sur une expérience personnelle » in Socialisme ou Barbarie aujourd’hui, Analyses et témoignages, (Publications des Facultés universitaires Saint-Louis, Bruxelles, 2012)
- (it) « Socialisme ou Barbarie : Prospettiva rivoluzionaria e modernità » in L’Altro Novecento, Communismo critico e pensiero critico, Vol. II : Il Sistema e i movimenti ; Europa 1945-1989 (Editoriale Jaca Book, Milano, 2011)
- (es) « La idea de autonomía. Socialismo o barbarie, y el mundo actual », in La autonomía posible, reinvención de la politica y emancipación, Claudio Albertani, Guiomar Rovira y Massimo Modonesi, coordinadores (Universidad Autónoma de la Ciudad de México, Mexico, 2009)
- “L’idée de révolution chez Castoriadis”, Actualité de Mai dans la revue Réfractions : recherches et expressions anarchistes (no 20), 2008
- Préface à l’Anthologie de Socialisme ou Barbarie (Editions Acratie, La Bussière, 2007)
- Préface, avec Helen Arnold, à Murray Bookchin, Pour une société écologique (Christian Bourgois Éditeur, Paris, 1976)
- Contributions à la revue Socialisme ou Barbarie (articles et notules) signées P. Canjuers, entre 1957 et 1965